# Лотарингский дом
Лотарингский дом (фр. Maison de Lorraine), также известен как Эльзасский дом (фр. Maison d'Alsace) или дом Шатенуа (нем. Haus Châtenois) — один из величайших владетельных домов в истории Европы. Семейная традиция без каких бы то ни было оснований считает их Каролингами.

## История
Первым известным предком дома считается Жерар I (ок. 708 — 779), граф Парижа, ставший родоначальником дома Матфридингов (Жерардидов). Его потомки на рубеже IX и X веков появляются в хрониках как графы в Меце. Они также управляли различными владениями в Эльзасе и Лотарингии, из-за чего род в ряде источников называют Эльзасской династией. Позже род разделился на несколько ветвей.  
В 1047 году император Генрих III передал под управление графу Адальберту герцогство Верхняя Лотарингия, которое после смерти Адальберта в 1048 году перешло к его брату Герхарду. Его потомки правили Лотарингией (а с 1484 года и герцогством Барским) до 1736 года.
После угасания старшей ветви её владения через какое-то время унаследовал представитель Второй Водемонской ветви, представители которой правили в графстве Водемон.
В XVI веке из Лотарингского дома выделилась младшая ветвь Гизов, представители которой играли выдающуюся роль во французской политике Религиозных войн и чуть было не заняли королевский престол. В XVII веке младшая линия этого рода растворилась в рядах французского дворянства и просуществовала до наполеоновских войн, её глава носил титул герцога Эльбёфского. Старшая же ветвь Водемонов, которую стали называть Лотарингским домом, продолжала держать в своих руках Лотарингию, хотя после завершения объединения Франции это была единственная франкоговорящая область Европы, не вошедшая в состав королевства. Усиление империалистических настроений в Версале, особенно в правление Людовика XIV, заставляло герцогов искать помощи у главного врага Бурбонов — императора Священной Римской империи из династии Габсбургов.

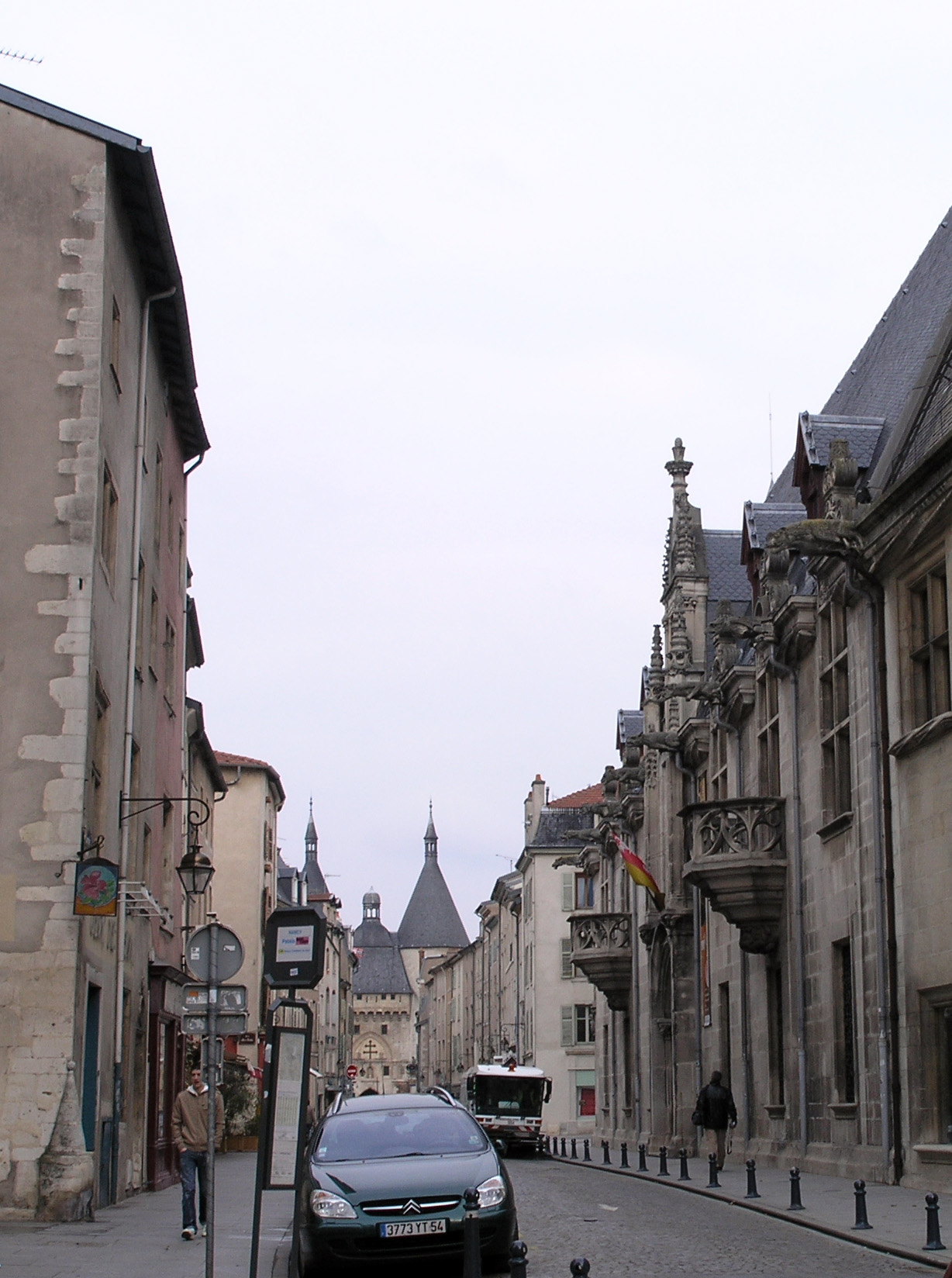
Средневековый дворец герцогов Лотарингских в Нанси.

К XVIII веку политико-династический союз между Габсбургами и Лотарингским домом стал настолько тесен, что император Карл VI, не имея сыновей, издал Прагматическую санкцию и выбрал в мужья своей наследницы Марии-Терезии лотарингского герцога Франца. В 1745 году он был избран императором под именем Франца I, и его с Марией-Терезией потомки правили Австрийской империей до самого её падения в 1918 году. Вместо Франца последним герцогом Лотарингии стал экс-король Польши, тесть Людовика XV Станислав Лещинский. После его смерти в 1766 году Франция аннексировала Лотарингию.
Таким образом, в XVIII веке Лотарингский дом растворяется в доме Габсбургов, а его представители принимают наименование Габсбургов-Лотарингских. До Рисорджименто боковые ветви правящей в Австрии династии занимали престолы в итальянских герцогствах Тоскана (1737—1860), Парма (1738—48, 1814—47) и Модена (1814—59), а также в Мексике (император Максимилиан, 1864—67). Тоскану они получили в обмен на Лотарингию по итогам Войны за австрийское наследство.
В настоящее время по лотарингским правилам престолонаследия во главе дома стоит герцог Гогенберг, потомок эрцгерцога Франца Фердинанда от брака с графиней Софией Хотек (погибшей вместе с ним в Сараеве). В Австрии эта ветвь рода считается морганатической, и наследником престола признаётся правнук младшего брата Франца Фердинанда, Карл фон Габсбург (полный титул — император Австрии, король Венгрии, Богемии, Хорватии, Славонии, Далмации, Галиции, Лодомерии, Иллирии, Иерусалима, герцог Лотарингии, Бара и т. д.).